# Marc Ribot
Marc Ribot (* 21. května 1954, Newark, New Jersey, USA) je americký kytarista, zpěvák a hudební skladatel, dlouholetý spolupracovník Toma Waitse a Johna Zorna.

## Kariéra
V 80. letech hrál ve skupině The Lounge Lizards. Své první sólové album Rootless Cosmopolitans vydal v roce 1990, následně koncertoval a nahrával další alba za doprovodu skupiny téhož názvu. V roce 1993 vydal album s hudbou haitského skladatele Frantze Cassea, sám sehrál významnou roli v uchování Casseova hudebního odkazu (Casseus byl přítelem jeho rodičů). Složil hudbu k několika filmům, často doprovází přímo jejich promítání.
Dlouhodobě spolupracoval se zpěvákem Tomem Waitsem, a to od jeho přelomového alba Rain Dogs (1985), dále například na albech Franks Wild Years (1987), Mule Variations (1999) a Bad as Me (2011), a doprovázel jej také při koncertech (koncertní album Big Time, 1988). Waits hostuje v jedné písni z Ribotova alba Songs of Resistance 1942–2018 (2018). Hrál na desítkách alb skladatele a saxofonisty Johna Zorna, prominentně je zastoupen na desce Masada Guitars (2003), a rovněž s ním hrál při koncertech. Byl členem Zornových kapel Bar Kokhba Sextet a Electric Masada.
Hrál s mnoha dalšími hudebníky, mezi které patří Elvis Costello, David Sylvian, Jack McDuff, Wilson Pickett, Arto Lindsay, T-Bone Burnett, Medeski, Martin & Wood, Cibo Matto, Elysian Fields, Sam Phillips, David Poe, Allen Ginsberg, Foetus, Robert Plant & Alison Krauss, The Black Keys, Stan Ridgway, Vinicio Capossela, Hector Zazou, McCoy Tyner, Elton John, Madeline Peyroux, Marianne Faithfull a Mary Halvorson.
Ovládá mnoho hudebních stylů, včetně experimentální, elektronické i kubánské hudby. Kubánskou hudbu hraje od 90. let ve skupině Los Cubanos Postizos. Od roku 2006 působí v experimentálním rockovém triu Ceramic Dog. V roce 2023 vedl jazzové trio The Jazz-Bins s varhaníkem Gregem Lewisem a střídajícími se bubeníky Joem Dysonem a Chadem Taylorem.
V roce 2007 o něm byl natočen dokumentární film The Lost String.

## Výběr z diskografie

### Sólová
- Rootless Cosmopolitans (1990)
- Requiem for What's-His-Name (1992)
- Marc Ribot Plays Solo Guitar Works of Frantz Casseus (1993)
- Shrek (1994)
- The Book of Heads (1995)
- Don't Blame Me (1995)
- Shoe String Symphonettes (1997)
- The Prosthetic Cubans (1998)
- Yo! I Killed Your God (1999)
- ¡Muy Divertido! (2000)
- Saints (2001)
- Inasmuch as Life Is Borrowed (2001)
- Soundtracks II (2003)
- Scelsi Morning (2003)
- Spiritual Unity (2005)
- Asmodeus (Book of Angels Volume 7) (2007)
- Exercises In Futility (2008)
- Silent Movies (2010)
- Songs of Resistance 1942–2018 (2018)

### Ceramic Dog
- Party Intellectuals (2008)
- Your Turn (2013)
- YRU Still Here? (2018)
- What I Did on My Long Vacation (2020)
- Hope (2021)
- Connection (2023)